# Bulbophyllum sangae
Bulbophyllum sangae är en orkidéart som beskrevs av Rudolf Schlechter. Bulbophyllum sangae ingår i släktet Bulbophyllum och familjen orkidéer.
Artens utbredningsområde är Gabon. Inga underarter finns listade i Catalogue of Life.